# Kręglarstwo na Halowych Igrzyskach Azjatyckich 2007
Wyniki zawodów w kręglarstwie rozegranych podczas Halowych Igrzysk Azjatyckich 2007:

## Mężczyźni

### Singel
| Lp. | Zawodnik                          | Medal |
| --- | --------------------------------- | ----- |
| 1   | Nayef Eqab                        |       |
| 2   | Kim Hyun-suk                      |       |
| 3   | Choi Bok-eum / Khaled Al-Debayyan |       |

### Debel
| Lp. | Zawodnicy                                                          | Medal |
| --- | ------------------------------------------------------------------ | ----- |
| 1   | Choi Bok-eum / Park Min-sun                                        |       |
| 2   | Yannaphon Larpapharat / Somjed Kusonphithak                        |       |
| 3   | Daiki Ikeda / Masaaki Takemoto / Nayef Eqab / Shaker Ali Al-Hassan |       |

### Czwórki
| Lp. | Drużyna             | Medal |
| --- | ------------------- | ----- |
| 1   | Korea Południowa    |       |
| 2   | Katar               |       |
| 3   | Japonia / Tajlandia |       |

## Kobiety
| Konkurencja |                                                                             |                                                                |                                                                         |
| ----------- | --------------------------------------------------------------------------- | -------------------------------------------------------------- | ----------------------------------------------------------------------- |
| Single      | Choi Jin-a                                                                  | Iman Zatil                                                     | Yang Suiling                                                            |
| Single      | Choi Jin-a                                                                  | Iman Zatil                                                     | Haruka Matsuda                                                          |
| Deble       | Korea Południowa · Gang Hye-eun · Gye Min-young                             | Korea Południowa · Choi Jin-a · Kim Yeau-jin                   | Chiny · Chen Dongdong · Wu Suqin                                        |
| Deble       | Korea Południowa · Gang Hye-eun · Gye Min-young                             | Korea Południowa · Choi Jin-a · Kim Yeau-jin                   | Chiny · Zhang Yuhong · Yang Suiling                                     |
| Czwórki     | Korea Południowa · Choi Jin-a · Kim Yeau-jin · Gang Hye-eun · Gye Min-young | Chiny · Chen Dongdong · Wu Suqin · Zhang Yuhong · Yang Suiling | Japonia · Haruka Matsuda · Kumi Tsuzawa · Kanako Ishimine · Ayano Katai |
| Czwórki     | Korea Południowa · Choi Jin-a · Kim Yeau-jin · Gang Hye-eun · Gye Min-young | Chiny · Chen Dongdong · Wu Suqin · Zhang Yuhong · Yang Suiling | Malezja · Iman Zatil · Sin Li Jane · Trish Khoo · Norhanizah Abu Bakar  |